# Wissmann-Denkmal (Hamburg)

Das Wissmann-Denkmal in Daressalam (1909)

Das Wissmann-Denkmal ist ein zu Ehren des 1905 verstorbenen Kolonialgouverneurs Hermann von Wissmann von dem Bildhauer Adolf Kürle geschaffenes Standbild mit bewegter Geschichte. Geschaffen wurde es für Daressalam in der damaligen Kolonie Deutsch-Ostafrika (heute überwiegend Tansania). Politisch später heftig umstritten, ist es heute in Hamburg musealisiert.

## Darstellung
Das Figurenensemble umfasst drei Bronzefiguren, die auf einem 2,20 Meter hohen Sandsteinsockel angeordnet waren. Es hatte eine Höhe von etwa 4,5 Metern.
Der Sockel war eine Arbeit aus den Werkstätten des Hofsteinmetzmeisters L. Niggl aus Breslau, zu der das Material aus den firmeneigenen Brüchen bei Albendorf in Schlesien gewonnen wurde.
Auf den Steinsockel wurde das 2,6 Meter hohe Standbild Wissmanns in Bronze gesetzt: in der aufrechten Pose eines Eroberers, in Uniform und mit Tropenhelm, gestützt auf ein niedergelassenes Schwert, in die Weite blickend. Am Fuß des Sockels und zu Füßen der Wissmann-Skulptur, zu dieser aufblickend, stand die 1,7 Meter hohe Figur eines Askari, in der typischen Uniform mit bebänderter Kappe. Sie hielt eine gesenkte Reichsflagge über die dritte Figur, einen erlegten Löwen. Auf der Vorderseite des Sockels war eine Tafel mit den Lebensdaten Wissmanns angebracht, auf der Rückseite befand sich eine Inschrift in deutscher Sprache, die die Taten und Eigenschaften Wissmanns rühmte. Auf der linken Seite war ein Text in Arabisch und auf der rechten eine Ansprache in Swahili in lateinischen Buchstaben eingelassen: „Unser Herr von früher, er hat die Küste beruhigt und uns auf den richtigen Weg gewiesen.“
In den Assistenzfiguren des Askari und des Löwen, im Aufbau und in der Größe ist Wissmanns koloniale Macht über Mensch und Tier ausgedrückt. Die Haltung und der Blick des Askari verdeutlicht die Stellung des Dieners zum Herrn. Die gesenkte Reichsflagge aber deutet einen Beerdigungsritus an, die über den Sarg ausgebreitete Fahne militärische Ehren. Von seinen Verehrern wurde Wissmann Löwe von Afrika genannt. Die heute rassistisch und befremdlich anmutende Darstellung wurde Anfang des 21. Jahrhunderts in dem Projekt Afrika-Hamburg der Künstlerin und Stadraumforscherin HMJokinen wie folgt beschrieben: „In mythifizierender, wilhelminisch-pathetischer Bildsprache wird hier eine starke Hierarchie zwischen ‚Schwarz‘ und ‚Weiß‘ festgelegt. Die Konstruktion von ‚Weiß-Sein‘ findet hier seinen [sic] Ausdruck in symbolischer, überhöhter und verdichteter Form.“

## Geschichte

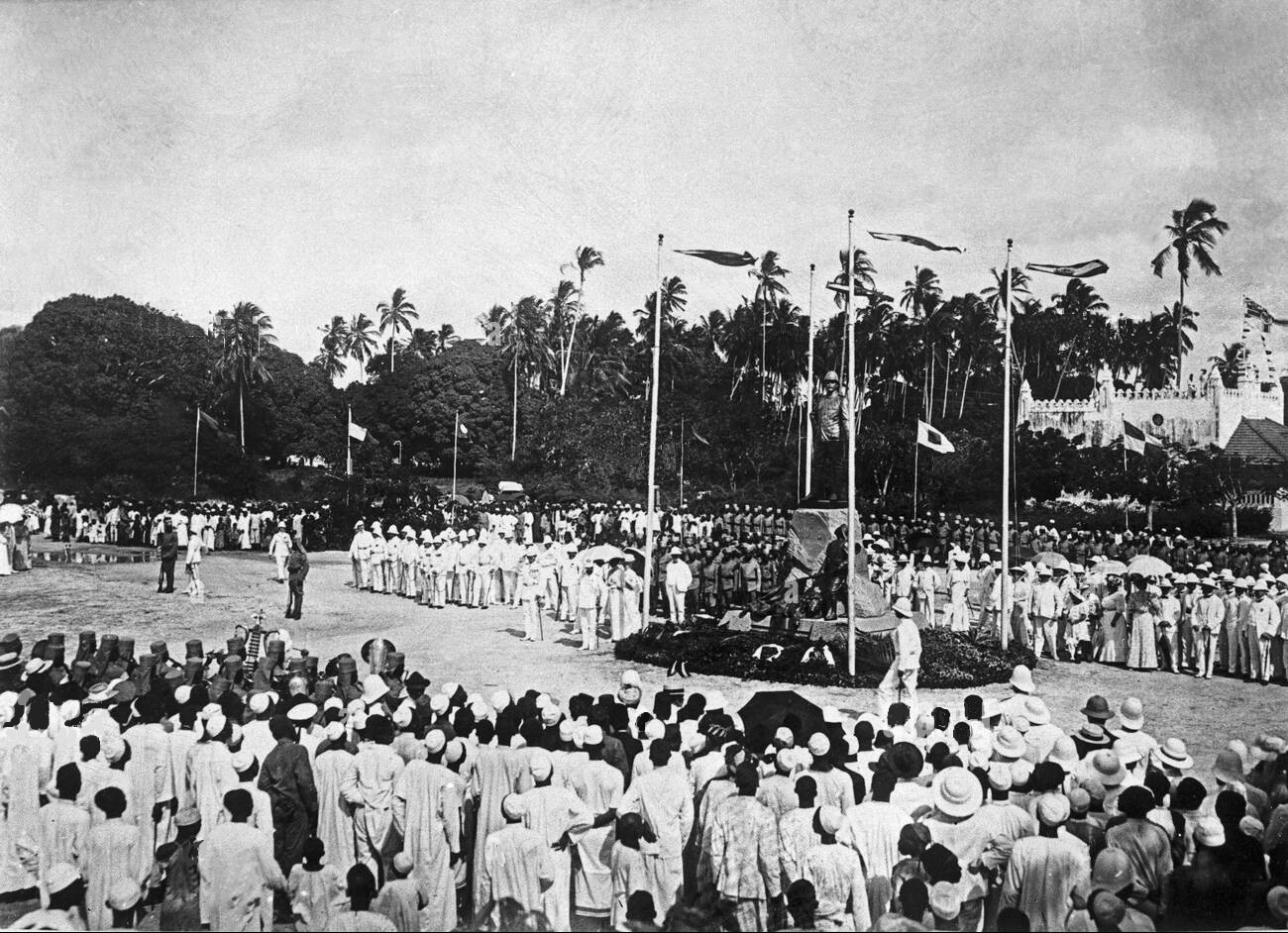
Einweihung in Daressalam (3. April 1909)

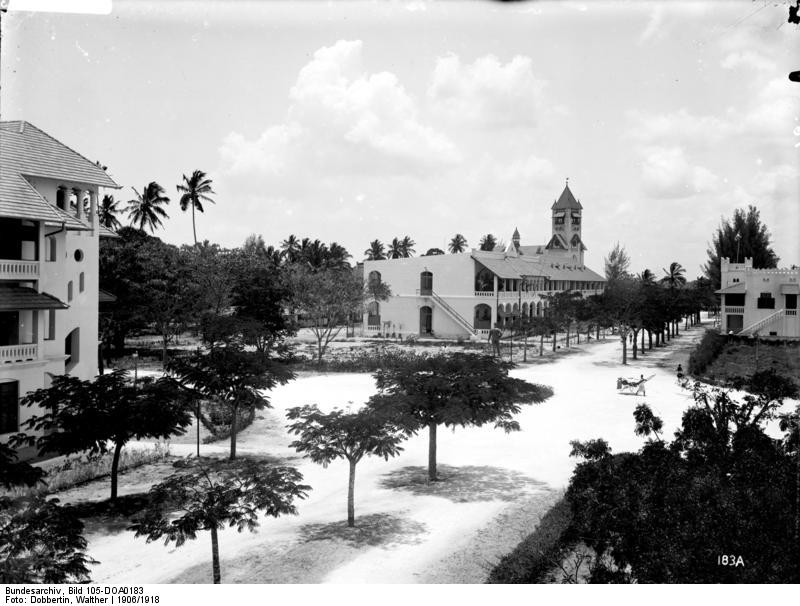
Der Wissmannplatz in Daressalam mit dem Denkmal

Das Denkmal wurde auf Initiative der Deutschen Kolonialgesellschaft geplant und errichtet. Zunächst war ein Felsblock mit Reliefmedaillon vorgesehen.

### Ostafrika
Da jedoch reichhaltig Spenden flossen, wurde das Konzept erweitert und ein Standbild geschaffen. Nach der Fertigung in Deutschland wurde es einschließlich des Sockels per Schiff nach Deutsch-Ostafrika transportiert und auf dem nach Wissmann benannten Platz in Daressalam aufgestellt. Die Einweihung fand am 3. April 1909 in Daressalam vor der „kolonialen Gemeinschaft“ statt, anwesend waren Veteranen der Wissmann-Truppe, Askaris und arabische Würdenträger aus Deutsch-Ostafrika und Sansibar. Der Gouverneur Albrecht von Rechenberg hielt die Einweihungsrede.

### Zwischenkriegszeit
Nach dem Ersten Weltkrieg und dem Verlust der deutschen Kolonien beschlagnahmte die neue britische Mandatsmacht das Denkmal in Daressalam, demontierte es (ohne den Sockel) und brachte es nach London. Dort wurde es zunächst als Anschlagsäule zweckentfremdet, anschließend als Kriegstrophäe im Imperial War Museum ausgestellt. Dem deutschen Auswärtigen Amt und der Kolonialzentralverwaltung des Reichsministeriums für Wiederaufbau gelang es, 1921 mit der englischen und der französischen Regierung die Rückführung nach Deutschland auszuhandeln.
Als neuer Aufstellungsort wurde Hamburg gewählt, um die besondere Bedeutung hervorzuheben, die die Stadt „in den Beziehungen des deutschen Mutterlandes zu den ehemaligen Kolonien gehabt hat, und [im Hinblick auf] die Tatsache, dass sich in Hamburg, dem größten deutschen Aus- und Einfuhrhafen, die Interessen für die überseeischen Länder konzentrierten.“ Im November 1922 wurde es mit einem neuen Sockel im Garten neben dem Kuppelbau der 1919 gegründeten Hamburger Universität aufgestellt, in dem zuvor auch das ehemalige Hamburgische Kolonialinstitut untergebracht war. Bereits die Einweihungsfeierlichkeiten waren politisch umstritten, der damalige parteilose Hamburger Bürgermeister Arnold Diestel blieb dem Festakt fern, ebenso hochrangige Vertreter aus dem Reich. Die Kolonialinstitute bestimmten die Szene mit „kolonialrevisionistischen Reden und Symbolen“ und nannten das Denkmal „das allgemeine Kolonialdenkmal Deutschlands, das die Erinnerung an das Verlorene wach halten und an das Streben nach dem Wiedererwerb des überseeischen Kolonialgebiets mahnen soll.“
In der Zeit des Nationalsozialismus wurde das Denkmal zur wichtigsten Kolonialweihestätte Deutschlands stilisiert. Wissmann galt als „der große Landsknechts- und Soldatenführer der kolonialen Kampfzeit der Deutschen in Afrika“. Bei den zahlreichen nationalen Kolonialfeiern war es Symbol für die Demütigung durch den Kolonialverlust und die „Kolonialschuldlüge“. Im Zweiten Weltkrieg stürzte die Figur des Wissmann am 14. April 1945 bei einem Luftangriff vom Sockel.

### Denkmalsturz
1949 wurde das Denkmal wieder aufgestellt. 1961 kam es zu ersten Protesten gegen das Monument, als Studenten die Universitätsleitung aufforderten, die „kompromittierenden Requisiten wilhelminischen Kolonialismus“ zu entfernen. Es wurden sowohl die künstlerische Minderwertigkeit wie die zweifelhafte Wirkung auf afrikanische Kommilitonen angeprangert. Nach sechs Jahre andauernden Protesten wurde 1967 die Wissmann-Figur zum ersten Mal vom Sockel gestürzt, anschließend aber erneut aufgestellt. Nachdem 1968 in einer öffentlichen Aktion Studenten die Bronze abermals herunterzogen, verzichtete die Stadt Hamburg auf die Wiederaufstellung und lagerte das Denkmal im Keller der Sternwarte Bergedorf ein. Teile des Denkmals, so der Degen, auf den Wissmann sich stützte, sind verloren gegangen. Auch ein Denkmal für Hans Dominik, mit ähnlichem Schicksal, das ursprünglich in Kribi stand, nach dem Ersten Weltkrieg von der neuen, französischen Kolonialmacht demontiert wurde und später nach Deutschland gelangte, ist in der Sternwarte eingelagert.

### Musealisierung versus Einlagerung
Das eingelagerte Exponat wurde seit 1968 mehrmals öffentlich gezeigt:
- 1987 bezog eine Ausstellung auf Kampnagel unter dem Titel Männersache – Bilder, Welten, Objekte das Denkmal als satirisches Symbol der Kolonialabenteurerromantik ein. Die Wissmann-Figur lag dabei rücklings auf dem Boden, die Askari-Figur starrte an die Decke.
- 2004/2005 stellte das Projekt Afrika-Hamburg das Figurenensemble als Diskussionsanregung über einen Zeitraum von vierzehn Monaten an den Hamburger Landungsbrücken auf. Parallel dazu schalteten die Initiatoren eine offene Website, in der Diskussionsbeiträge eingetragen werden konnten. Begleitet wurde dies von Veranstaltungen, Kunstperformances und Schulaktionen.[10] Während dieser Ausstellungszeit wurde es durch Farbschmierereien erneut beschädigt.
- Zwischen November 2005 und Oktober 2016 war das Denkmal erneut im Keller der Bergedorfer Sternenwarte eingelagert.[3]
- Von Oktober 2016 bis Mai 2017 war das gestürzte und beschädigte Wissmann-Denkmal für sieben Monate Teil der Ausstellung Deutscher Kolonialismus im Deutschen Historischen Museum.[11][12]
- Von Oktober 2018 bis März 2019 war das Wissmann-Denkmal Teil der Ausstellung 68 Pop und Protest im Museum für Kunst und Gewerbe Hamburg.[13]

Im Gespräch ist ein permanentes Präsentieren im umstrittenen Tansania-Park in Hamburg-Jenfeld, der an die Hamburger Kolonialpolitik erinnert.

## Denkmäler an anderen Orten
- Bad Lauterberg / Harz: "Wissmann-Denkmal-soll-Mahnmal-werden"
- Weißenbach bei Liezen (Österreich), Foto